# Осам кила среће
Осам кила среће је југословенски драмски филм из 1980. године. Режирао га је Младомир Пуриша Ђорђевић, који је написао и сценарио.

## Радња
Живот Рома за време окупације. Путујући, черга се сусреће са разним војскама. Девојка из черге доживи велику љубав са партизаном и за њега се жртвује. Немци је стрељају као једног од педесет талаца. На месту где је погинула, родила се дивна песма...

## Улоге
| Глумац               | Улога |
| -------------------- | ----- |
| Милена Дравић        |       |
| Милутин Јевђенијевић |       |
| Миодраг Крстовић     |       |
| Драган Максимовић    |       |
| Маја Лалевић         |       |